# Lijst van voetbalinterlands Ethiopië - Tanzania
Deze lijst van voetbalinterlands is een overzicht van alle officiële voetbalwedstrijden tussen de nationale teams van Ethiopië en Tanzania. De landen hebben tot op heden 23 keer tegen elkaar gespeeld. De eerste wedstrijd, een kwalificatiewedstrijd voor de Afrika Cup 1970, vond plaats in Addis Abeba op 8 oktober 1969. Het laatste duel, een kwalificatiewedstrijd voor de Afrika Cup 2025, werd gespeeld in Kinshasa (D.R. Congo) op 16 november 2024.

## Wedstrijden
| №  | Plaats        | Datum             | Competitie                   | Wedstrijd           | Uitslag |
| -- | ------------- | ----------------- | ---------------------------- | ------------------- | ------- |
| 1  | Addis Abeba   | 8 oktober 1969    | Afrika Cup 1970 kwalificatie | Ethiopië − Tanzania | 7 − 0   |
| 2  | Dar es Salaam | 22 oktober 1969   | Afrika Cup 1970 kwalificatie | Tanzania − Ethiopië | 1 − 2   |
| 3  | Dar es Salaam | 25 november 1972  | WK 1974 kwalificatie         | Tanzania − Ethiopië | 1 − 1   |
| 4  | Addis Abeba   | 3 december 1972   | WK 1974 kwalificatie         | Ethiopië − Tanzania | 0 − 0   |
| 5  | Addis Abeba   | 10 december 1972  | WK 1974 kwalificatie         | Ethiopië − Tanzania | 3 − 0   |
| 6  | Addis Abeba   | 16 september 1973 | Afrika Cup 1974 kwalificatie | Ethiopië − Tanzania | 2 − 1   |
| 7  | Dar es Salaam | 30 september 1973 | Afrika Cup 1974 kwalificatie | Tanzania − Ethiopië | 3 − 0   |
| 8  | Addis Abeba   | 17 januari 1982   | Vriendschappelijk            | Ethiopië − Tanzania | 0 − 2   |
| 9  | Addis Abeba   | 19 januari 1982   | Vriendschappelijk            | Ethiopië − Tanzania | 0 − 0   |
| 10 | Nairobi       | 13 november 1983  | CECAFA Cup 1983              | Tanzania − Ethiopië | 1 − 1   |
| 11 | Addis Abeba   | 5 oktober 1986    | Afrika Cup 1988 kwalificatie | Ethiopië − Tanzania | 4 − 2   |
| 12 | Addis Abeba   | 13 december 1987  | CECAFA Cup 1987              | Ethiopië − Tanzania | 0 − 0   |
| 13 | Mwanza        | 20 november 1992  | CECAFA Cup 1992              | Tanzania − Ethiopië | 2 − 1   |
| 14 | Addis Abeba   | 8 januari 1995    | Afrika Cup 1996 kwalificatie | Ethiopië − Tanzania | 1 − 0   |
| 15 | Dar es Salaam | 15 juli 1995      | Afrika Cup 1996 kwalificatie | Tanzania − Ethiopië | 2 − 0   |
| 16 | Jinja         | 27 november 1995  | CECAFA Cup 1995              | Ethiopië − Tanzania | 2 − 2   |
| 17 | Addis Abeba   | 14 april 2002     | Vriendschappelijk            | Ethiopië − Tanzania | 3 − 0   |
| 18 | Dar es Salaam | 1 mei 2002        | Vriendschappelijk            | Tanzania − Ethiopië | 3 − 1   |
| 19 | Addis Abeba   | 17 december 2004  | CECAFA Cup 2004              | Ethiopië − Tanzania | 2 − 0   |
| 20 | Addis Abeba   | 25 november 2006  | CECAFA Cup 2006              | Ethiopië − Tanzania | 1 − 2   |
| 21 | Addis Abeba   | 11 januari 2013   | Vriendschappelijk            | Ethiopië − Tanzania | 2 − 1   |
| 22 | Dar es Salaam | 4 september 2024  | Afrika Cup 2025 kwalificatie | Tanzania − Ethiopië | 0 − 0   |
| 23 | Kinshasa      | 16 november 2024  | Afrika Cup 2025 kwalificatie | Ethiopië − Tanzania | 0 − 2   |

## Samenvatting
| Competitie              | Totaal gespeeld | Winst Ethiopië | Gelijk | Winst Tanzania | Doelsaldo Ethiopië – Tanzania |
| ----------------------- | --------------- | -------------- | ------ | -------------- | ----------------------------- |
| WK-kwalificatie         | 3               | 1              | 2      | 0              | 4 − 1                         |
| Afrika Cup-kwalificatie | 9               | 5              | 1      | 3              | 16 − 11                       |
| CECAFA Cup              | 6               | 1              | 3      | 2              | 7 − 7                         |
| Vriendschappelijk       | 5               | 2              | 1      | 2              | 6 − 6                         |
| Totaal                  | 23              | 9              | 7      | 7              | 33 − 25                       |

Wedstrijden bepaald door strafschoppen worden, in lijn met de FIFA, als een gelijkspel gerekend.
EFF · 
A-internationals · 
Ethiopisch vrouwenelftal · Olympisch elftal
1940 – 1949 · 
1950 – 1959 · 
1960 – 1969 · 
1970 – 1979 · 
1980 – 1989 · 
1990 – 1999 · 
2000 – 2009 · 
2010 – 2019 ·
2020 − 2029
Algerije ·
Angola ·
Benin ·
Botswana ·
Burkina Faso ·
Burundi ·
Centraal-Afrikaanse Republiek ·
Comoren ·
Congo-Brazzaville ·
Congo-Kinshasa ·
Djibouti ·
Egypte ·
Ghana ·
Griekenland ·
Guinee ·
Guinee-Bissau ·
Guyana ·
Israël ·
Ivoorkust ·
Jemen ·
Joegoslavië ·
Kaapverdië ·
Kameroen ·
Kenia ·
Lesotho ·
Liberia ·
Libië ·
Madagaskar ·
Malawi ·
Mali ·
Marokko ·
Mauritanië ·
Mauritius ·
Mozambique ·
Namibië ·
Niger ·
Nigeria ·
Oeganda ·
Rwanda ·
Sao Tomé en Principe ·
Senegal ·
Seychellen ·
Sierra Leone ·
Soedan ·
Somalië ·
Tanzania ·
Togo ·
Tsjaad ·
Tunesië ·
Turkije ·
Zambia ·
Zimbabwe ·
Zuid-Afrika ·
Zuid-Jemen ·
Zuid-Soedan
FAT · A-internationals · Olympische elftal · Vrouwenelftal
Algerije ·
Angola ·
Benin ·
Botswana ·
Brazilië ·
Bulgarije ·
Burkina Faso ·
Burundi ·
Centraal-Afrikaanse Republiek ·
China ·
Congo-Brazzaville ·
Congo-Kinshasa ·
Djibouti ·
Egypte ·
Equatoriaal-Guinea ·
Eritrea ·
Ethiopië ·
Gabon ·
Gambia ·
Ghana ·
Guinee ·
Indonesië ·
Ivoorkust ·
Jemen ·
Kaapverdië ·
Kameroen ·
Kenia ·
Lesotho ·
Liberia ·
Libië ·
Madagaskar ·
Malawi ·
Marokko ·
Mauritanië ·
Mauritius ·
Mongolië ·
Mozambique ·
Namibië ·
Nieuw-Zeeland ·
Niger ·
Nigeria ·
Oeganda ·
Palestina ·
Rwanda ·
Saoedi-Arabië ·
Senegal ·
Seychellen ·
Soedan ·
Somalië ·
Swaziland ·
Togo ·
Tsjaad ·
Tunesië ·
Zambia ·
Zimbabwe ·
Zuid-Afrika